# Architectural Association School of Architecture

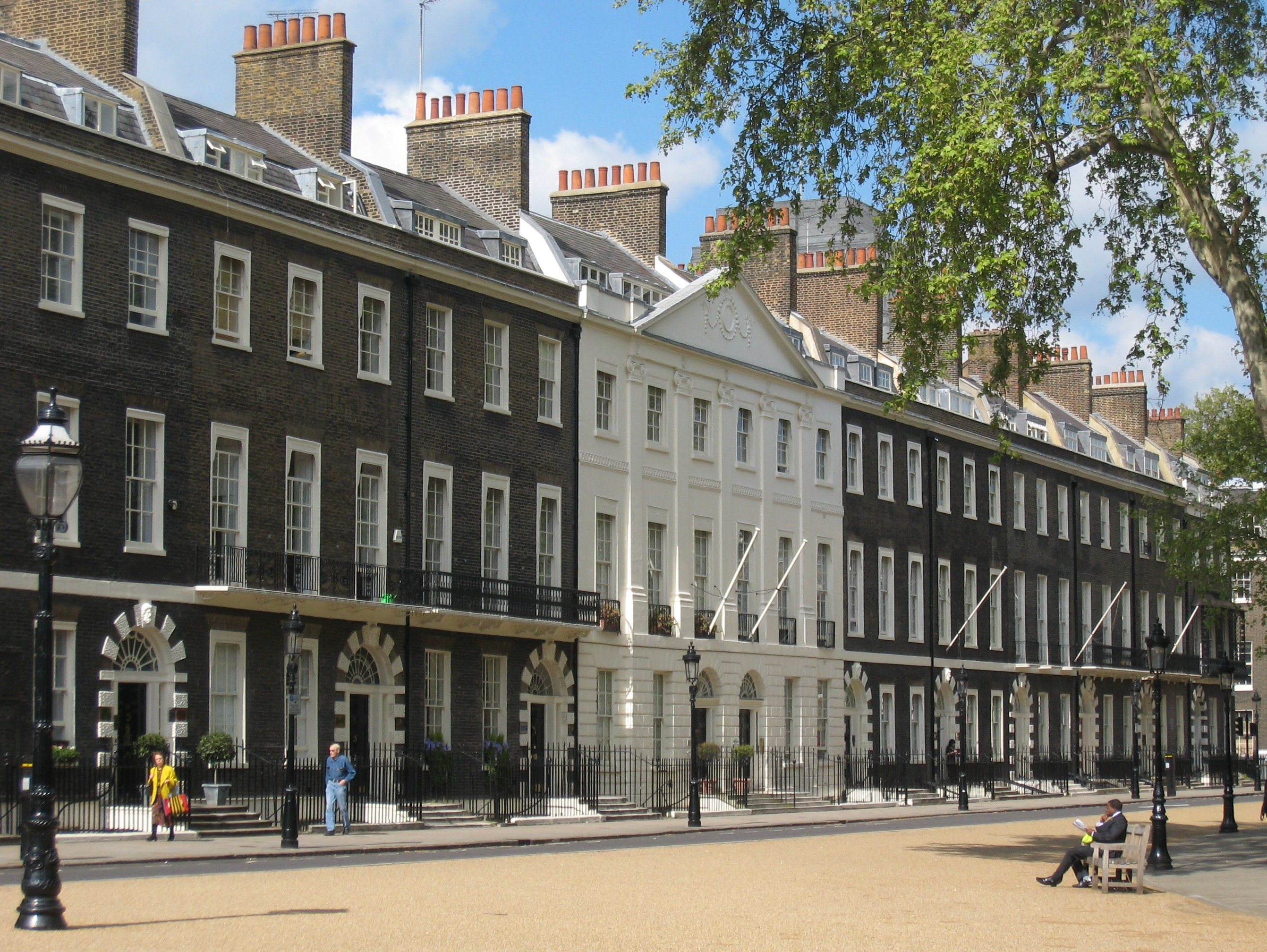
AA School of Architecture, Bedford Square, London

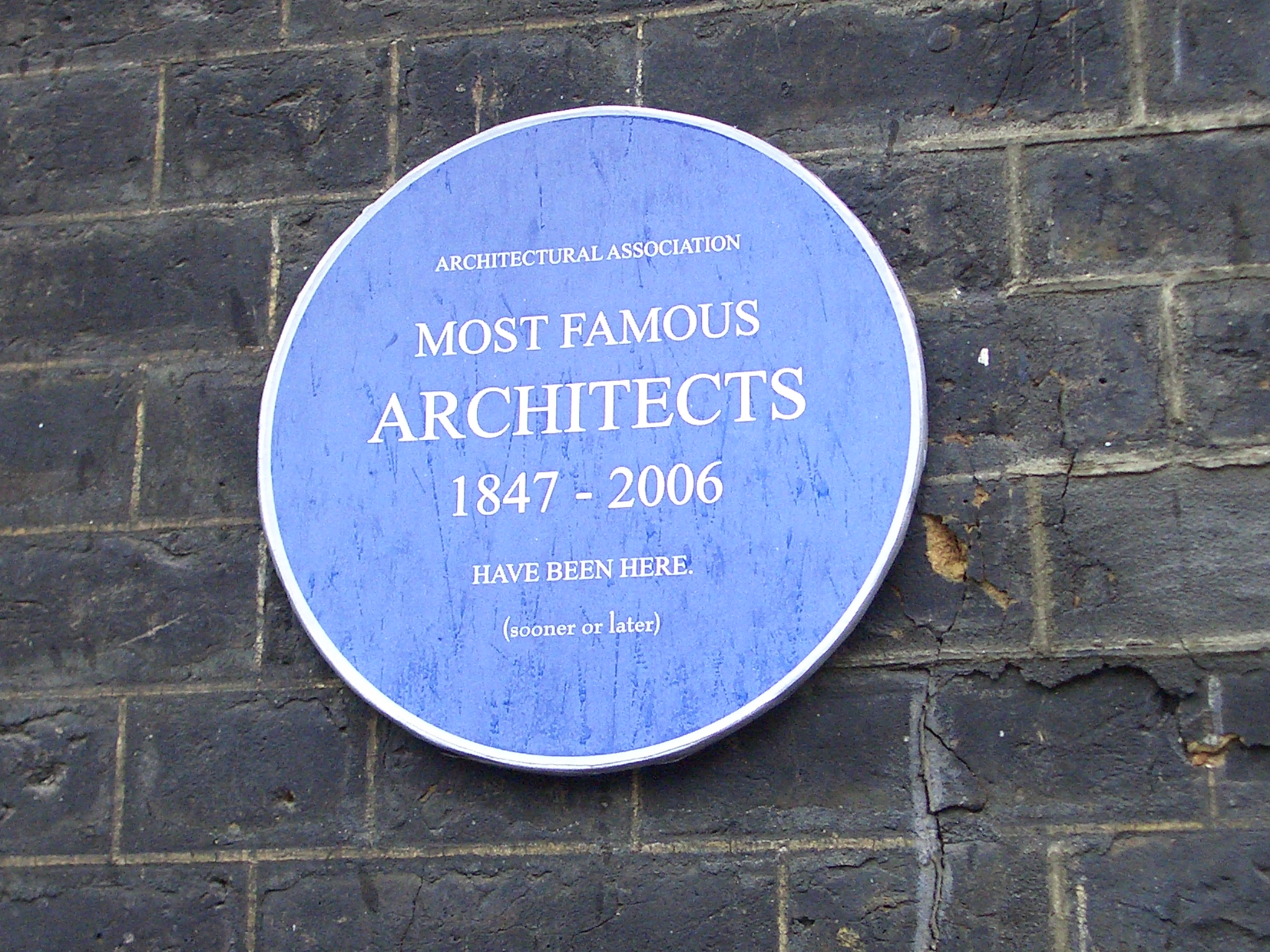
Tafel am Eingang der Architectural Association School of Architecture

Die School of Architecture der Architectural Association in London, kurz AA genannt, ist die älteste unabhängige Architekturschule im Vereinigten Königreich. Sie zählt zu den weltweit renommiertesten Stätten der Architekturausbildung und gilt als „Labor“ für neue Ideen und Sichtweisen. Präsidentin ist Catherine du Toit.

## Hintergründe
Die Association wurde 1847 von den Architekturlehrlingen Robert Kerr (1823–1904) und Charles Gray (1827/28–1881) gegründet, die nach Alternativen für ihre Berufsausbildung suchten. Der bis dahin üblichen Lehrzeit bei einem praktizierenden Architekten stellten sie eine von den Studenten selbst systematisierte Schulung zur Seite. Kerr wurde 1847/48 der erste Präsident der AA.
Die Stärke der Ausbildung liegt in der Entwicklung eines theoretischen Diskurses. Die Lehre ist geprägt von Persönlichkeiten aus dem Umfeld der Architektur. Der liberale Denkansatz führte in den 1960er Jahren zu radikalen Neuerungen wie dem Fun Palace von Cedric Price und der Etablierung der Gruppe Archigram, die noch heute einen nachhaltigen Einfluss ausübt.
Aus den Studenten und Lehrern der AA gingen mehrere Gewinner des Stirling- sowie des Pritzker-Preises hervor.
Nach fünf Studienjahren kann man das allein an der Architectural Association vergebene AA Diploma erlangen, das dem RIBA Part-II entspricht.
Die Hochschule nimmt an keinen internationalen Universitätsrankings teil, was sie durch ihre Tradition der Unabhängigkeit begründet.

## Bekannte Studenten und Professoren
- Will Alsop (Stirling Prize 2000)
- Wiel Arets, Lehrtätigkeit
- Ben van Berkel, Studium und Professor
- Alison Brooks (Stirling Prize 2008)
- Neave Brown, Studium 1950–1956
- David Chipperfield, Studium, Diplom 1987 (Stirling Prize 2007, Pritzker-Preis 2023)[4]
- Nigel Coates
- Peter Cook, Studium 1957–1960, Professor 1964–1990
- Edward Cullinan
- John Murray Easton, Studium und Vorstand
- Gabriel Epstein, Studium, Lehrtätigkeit, Präsidentschaft
- Tony Fretton, Studium 1966–1972
- Piers Gough
- Nicholas Grimshaw
- Zaha Hadid, Studium 1971–1977 und Lehrtätigkeit (Pritzker-Preis 2004; Stirling Prize 2010, 2011)
- Thomas Hardy
- Philip Dalton Hepworth
- Michael Hopkins, Studium 1958–1962 (Royal Gold Medal 1994)
- Patty Hopkins, Studium 1959–1968 (Royal Gold Medal 1994)
- Louisa Hutton
- Rem Koolhaas, Studium 1968–1975 und Lehrtätigkeit (Pritzker-Preis 2000)
- Arthur Korn, Professor 1945–1965
- Friedrich Ludewig, Studium 1999–2002
- Andreas Meck, Studium 1985–1986
- Mary Medd, Studium 1927–1932
- Achim Menges, Studium, Lehrtätigkeit, Unit Master
- John Pawson, Studium (1979–1981)
- Renzo Piano, Professor
- Cedric Price, Studium 1955–1957
- Howard Robertson, Studium und Vorstand
- Richard Rogers, Studium 1954–1959 (Pritzker-Preis 2007; Stirling Prize 2006, 2009)
- Nathalie Rozencwajg, Studium 1996–2001
- Matthias Sauerbruch
- Ole Scheeren, Studium
- Dennis Sharp, Studium 1954–1957, Professor 1968–1972
- Peter Smithson
- John Summerson, Professor nach dem Zweiten Weltkrieg
- Quinlan Terry, Studium 1955–1960
- Stephan Trüby, Studium 1996–1999
- Peter L. Wilson, Studium 1972–1974, Lehrtätigkeit 1975–1988
- Elia Zenghelis, Studium bis 1961, Lehrtätigkeit
- Ernst Ulrich Scheffler